# Guillem August Tell i Lafont
Guillem August Tell i Lafont (Barcelona, 1861-Barcelona, 1929) fue un notario y poeta español.
En 1881 se licenció en Derecho en Barcelona y en 1890 ganó las oposiciones a notario en la villa de Gracia. El 4 de abril contrajo matrimonio con Teresa Novellas de Molins y en 1895 ganó las oposiciones a notario de la ciudad de Barcelona, ciudad donde presidió el Colegio de Notarios.
En el año 1900 fue investido con el título de mestre en Gay Saber, al ganar tres premios ordinarios de los Juegos Florales.
Se le considera uno de los miembros destacados del clasicismo y parnasianismo de principios del siglo XX, con Pedro Prat Gaballí y Miquel de Palol.